# Northampton (Massachusetts)
Northampton és una ciutat dels Estats Units i seu del comtat de Hampshire a l'estat de Massachusetts. Segons el cens del 2000 tenia 28.978 habitants.

## Demografia
Segons el cens del 2000, Northampton tenia 28.978 habitants, 11.880 habitatges, i 5.880 famílies. La densitat de població era de 324,7 habitants/km².
Dels 11.880 habitatges en un 22,9% hi vivien nens de menys de 18 anys, en un 36,7% hi vivien parelles casades, en un 10,1% dones solteres, i en un 50,5% no eren unitats familiars. En el 37,3% dels habitatges hi vivien persones soles el 10,7% de les quals corresponia a persones de 65 anys o més que vivien soles. El nombre mitjà de persones vivint en cada habitatge era de 2,14 i el nombre mitjà de persones que vivien en cada família era de 2,87.
Per edats la població es repartia de la següent manera: un 17% tenia menys de 18 anys, un 15,4% entre 18 i 24, un 29,9% entre 25 i 44, un 23,9% de 45 a 60 i un 13,8% 65 anys o més.
L'edat mitjana era de 37 anys. Per cada 100 dones de 18 o més anys hi havia 71,1 homes.
La renda mitjana per habitatge era de 41.808 $ i la renda mitjana per família de 56.844$. Els homes tenien una renda mitjana de 37.264 $ mentre que les dones 30.728$. La renda per capita de la població era de 24.022$. Entorn del 5,7% de les famílies i el 9,8% de la població estaven per davall del llindar de pobresa.

## Poblacions més properes
El diagrama següent mostra les poblacions més properes.

## Personalitats il·lustres
- Arthur Tappan. Abolicionista i empresari.